# جيمس كراب
جيمس كراب (بالإنجليزية: James Crabb)‏ هو موسيقي بريطاني، ولد في 1967.

## وصلات خارجية
- جيمس كراب على موقع ميوزك برينز (الإنجليزية)